# 来安县
来安县是中国安徽省滁州市下辖的一个县，2006年被安徽省列为12个享有省辖市部分经济社会管理权限的试点县市之一。区域总面积为1481平方公里，常住总人口42万。县人民政府驻新安镇。

## 地理
地势西北高，东南低。北部为丘陵、南部为岗坳相间的平原，缓丘零星分布；滁河、沛河、新来河两侧为较广阔的河谷平原。地貌分为丘陵（30％）、阶地（40％）、河漫滩（30％）。
- 丘陵分布在低山外围、居于低山两侧，呈带状，低山组成梯状地形。侵蚀丘陵在复兴集以西、龙王山南侧，主要由中元古界张八岭组变质火山岩组成，高160～210米。玄武岩丘陵在长山至高塘之间，受北西向施官断裂带控制，为晚新世以来喷发的玄武岩和所夹的泥岩、砂砾岩组成。高130～210米。海拔百米以上的山丘59个，最高为龙王山，海拔219米。芝麻岭至长山一线为江淮分水岭。
- 高低两级阶地，二级阶地为侵蚀阶地，分布在丘陵区河流上源两侧，高40～60米，主要由白垩系、第三系砂砾岩组成。一级阶地为滁河流域面积较大的一种地貌，高20～40米，为晚更新世黄土覆盖在白垩系、第三系红色砂岩、砂砾岩之上的基座阶地。阶面微向滁河倾斜，后缘为支流水系切割，多呈垅岗状，与河漫滩为陡坎接触，高差5～10米。
- 河漫滩发育在滁河及支流两侧，地势开阔平坦，微向河面倾斜，高10～20米，各支流河谷漫滩发育较窄，上游高可达50米，为全新统亚粘土组成。滁河北侧支流中上游段，河谷漫滩发育高低两级，高漫滩高出河床5～8米，为全新世后期地面略有抬升的表征[2]。

## 人口
根据(安徽省)滁州市第七次全国人口普查公报显示：来安县常住人口为416048人，男性人口占比51.69%，女性人口占比48.31%，年龄结构中0-14岁占比14.29%，15-59岁占比63.83%，60岁以上占比21.87%，65岁以上占比17%。

## 行政区划
来安县下辖11个镇、1个乡：
新安镇、半塔镇、水口镇、汊河镇、大英镇、雷官镇、施官镇、舜山镇、三城镇、独山镇、张山镇和杨郢乡。